# Петропавловский, Тимофей Александрович
Тимофей Александрович Петропавловский (1885/1890 — 13 июля 1918) — иерей, священномученик русской православной церкви.

## Жизнеописание
Тимофей Александрович Петропавловский родился между 1885 и 1890 годами.
В 1913 году был рукоположён иереем храма в честь Рождества Богородицы в селе Золотоношки Стерлитамакского уезда Уфимской губернии.
30 июня (13 июля по новому стилю) 1918 года отец Тимофей был расстрелян красноармейцами без суда и следствия.
Похороны каратели запретили устраивать. Супруге священника не разрешили проводить тело с гробом на кладбище. Погребение пастыря и убитых вместе с ним сельчан совершил иеромонах Алексеевского монастыря.

## Канонизация
Причислен к лику святых новомучеников и исповедников Российских на Юбилейном Архиерейском Соборе Русской Православной Церкви 2000 года для общецерковного почитания.